# Antoine-Labelle
A Regionalidade Municipal do Condado de Antoine-Labelle está situada na região de Laurentides na província canadense de Quebec. Com uma área de mais de quinze mil e duzentos quilómetros quadrados, tem, segundo o censo de 2005, uma população de cerca de trinta e quatro mil pessoas sendo comandada pela cidade de Mont-Laurier. Ela é composta por 28 municipalidades: 2 cidades, 14 municípios, 1 aldeia e 11 territórios não organizados.

## Municipalidades

### Cidades
- Mont-Laurier
- Rivière-Rouge

### Municípios
- Chute-Saint-Philippe
- Ferme-Neuve
- Kiamika
- Lac-des-Écorces
- La Macaza
- Lac-du-Cerf
- Lac-Saint-Paul
- L'Ascension
- Mont-Saint-Michel
- Nominingue
- Notre-Dame-de-Pontmain
- Notre-Dame-du-Laus
- Saint-Aimé-du-Lac-des-Îles
- Sainte-Anne-du-Lac

### Aldeia
- Lac-Saguay

### Territórios não organizados
- Baie-des-Chaloupes
- Lac-Akonapwehikan
- Lac-Bazinet
- Lac-De La Bidière
- Lac-de-la-Maison-de-Pierre
- Lac-de-la-Pomme
- Lac-Douaire
- Lac-Ernest
- Lac-Marguerite
- Lac-Oscar
- Lac-Wagwabika